# La Luzerne
 La Luzerne  es una población y comuna francesa, situada en la región de Baja Normandía, departamento de Mancha, en el distrito de Saint-Lô y cantón de Saint-Lô-Est.

## Demografía
| 61 | 62 | 46 | 44 | 48 | 47 |
| Para los censos de 1962 a 1999 la población legal corresponde a la población sin duplicidades (Fuente: INSEE [Consultar]) |    |    |    |    |    |